# Plastic Jesus
Plastic Jesus es una película independiente de 2013 dirigida por Erica Dunton y protagonizada por Hilarie Burton, Mackenzie Foy, Chandler Canterbury, Paul Schneider y Bryce Hurless. La película está en discusión para estreno. Fue grabada durante 2012. 

## Sinopsis
Daisy (Mackenzie Foy) y Malick  (Chandler Canterbury) que con la ayuda de su mejor amigo Jesse (Bryce Hurless) y sin el conocimiento de su padre (Paul Schneider) va a un camino traicionero con el fin de salvar a su madre (Hilarie Burton) quien ha sido lastimada por un perro pitbull gravemente.

## Elenco
- Hilarie Burton
- Mackenzie Foy como Daisy
- Chandler Canterbury  como Malick
- Joshua Leonard
- Bryce Hurless como Jesse
- Paul Schneider
- Mark Jeffrey Miller como Señor Hicks
- Jhon Burton como el paramedico